# Top Eleven
Top Eleven Football Manager  é um simulador de futebol criado por Nordeus a princípio para plataformas de iOS, Android e internet e posteriormente para Windows Phone.
O jogo foi concebido para fazer frente à falta de jogos de gestão de futebol nas redes sociais. Este se baseia em jogos como o Football Manager da Eidos ou o "Premier Manager" da Electronic Arts, os quais têm envolvido milhões de aficionados de futebol.

## Competições
Liga
Depois do registro, o usuário recebe uma equipe gerada aleatoriamente. Começa no nível 1 e conforme o desempenho avança para Ligas superiores. Cada Liga conta com 14 equipes. A Liga dura 28 dias e suas partidas são disputadas todos os dias, a exceção dos dois primeiros dias da cada temporada, que são considerados como pré-temporada. Ao final da temporada, as 8 melhores equipes classificadas na Liga são promovidas a uma Liga de nível superior, os 4 primeiros classificados disputarão a Liga dos Campeões, e do 5º ao 8º disputarão a Super Liga. As recompensas por ascensão dependem do nível da Liga.
Ao final da pré temporada (dia 2), as Ligas são geradas de forme que todos os amigos que estão no mesmo nível joguem no mesmo grupo.
- Copa

A Copa é formada por 128 equipes, a princípio todos teus amigos (e os amigos deles) independentemente do nível que tenham. Esta competição é um torneio eliminatório. A cada rodada, exceto a final, joga-se em partidas de ida e volta, com a regra do gol fora de casa e com prorrogação e pênaltis, se necessários. São disputadas 6 fases. As partidas da primeira fase são geradas de forma aleatória, dando a oportunidade de que as equipes mais fracas enfrentem equipes favoritas.
- Liga dos Campeões

A Liga dos Campeões funciona semelhante a Liga dos Campeões da UEFA. O critério de desempate é o saldo de gols entre as equipas em questão. Ao finalizar a temporada criam-se 8 grupos de 4 equipes. Os 2 primeiros disputarão a fase mata-mata em partidas de ida e volta.
- Superliga

A Superliga é semelhante a Liga Europa da UEFA, que se joga com as equipes que tenham terminado do posto 5º ao 8º, com a forma de disputa igual a Liga dos Campeões, classificando-se para a fase eliminatória os 2 primeiros colocados de cada grupo. A partir das oitavas de final juntam-se as equipes que ficaram em 3º lugar de cada grupo da Liga dos Campeões.
•  SuperCopa
A Supercopa acontece no último dia da temporada entre o vencedor da Liga dos Campeões e da Superliga. A Supercopa não tem nenhuma recompensa para o vencedor além de um troféu em seu perfil, diferente das outras competições. Managers que são amigos de manegers que estão jogando a Supercopa e manegers de clubes que jogaram a Liga dos Campeões ou a Superliga naquela temporada também poderão assistir o jogo e torcer para um dos 2 clubes do jogo da Supercopa.

## Idiomas
Top Elevem está disponível nos seguintes idiomas: inglês, francês, alemão, italiano, russo, espanhol, português brasileiro, português europeu, sérvio, tailandês e turco.

## Sua equipe
Pode ter um máximo de 28 jogadores e um mínimo de 14 em sua equipe, o número mínimo de jogadores elegíveis para participar de uma partido é de 11. Onze deles estarão no time titular e um máximo de 7 serão suplentes. O resto serão jogadores reservas que não poderão jogar a partida. Se tiver menos de 11 jogadores para iniciar a partida, a equipe perderá com um resultado oficial de 0-3. Ao final da temporada, se tens menos de 14 jogadores com o contrato renovado, sua equipa será completada com jogadores veteranos. Cada jogador tem um número de estrelas que representa sua qualidade média. A quantidade de estrelas de cada jogador também depende do nível da Liga. Quando é promovido a uma Liga superior, seus jogadores perderão uma estrela, mas isto não significa que percam qualidade, só significa que estão a jogar numa Liga melhor que a da temporada passada.

### Renovar o contrato dos jogadores
Os jogadores se aposentam entre os 32 e os 34 anos. É possível assinar contratos de no máximo 3 temporadas. Em qualquer momento é possível renovar o contrato por mais 3 temporadas exceto aos jogadores que se aposentam ao final da temporada atual. Os jogadores não renovados permanecerão na equipe durante os 7 primeiros dias da seguinte temporada, mas não podem jogar e nem treinar. Após os 7 dias sem renovação, os jogadores são dispensados. O nome dos jogadores são gerados automaticamente a partir do banco de dados de cada país. É possível mudar o nome da cada jogador, a nacionalidade e o número dos jogadores.

#### Mudar a posição dos jogadores
Para mudar a posição dos jogadores no terreno de jogo, basta selecionar o jogador e arrastá-lo até a nova posição. As substituições fazem-se da mesma maneira. Há como consultar as opções de tua equipa para conhecer os parâmetros e as estatísticas que afetam a teus jogadores. É possível ver as habilidades, últimas atuações, detalhes dos contratos e muitos mais dados sobre seus jogadores.

##### Eleger e guardar as táticas
Há uma série de ordens automáticas que podem ser configuradas para quando o usuário não estiver conectado durante as partidas. Também é possível definir os batedores de pênalti, batedores de tiro livre e batedores de escanteio.

##### Identidade do clube
O usuário pode alterar o escudo do clube, desenho das camisas, nome do clube, nome do estádio e nome da torcida.

## Tokens
Os tokens são a moeda virtual de Top Eleven. Há a possibilidade de comprar tokens. Podem ser usados para ter vantagem sobre seus oponentes, dar lances em jogadores que estão no leilão, acelerar as construções de instalações, ampliar o capital, comprar maletas de tratamentos, comprar maletas de pontos de moral, comprar maletas de pontos de descanso, mudar a hora de suas partidas. É possível ganhar Tokens com assinatura de Direitos Televisivos.

## Partidas ao vivo (on line)
As partidas ao vivo são uma das melhores opções de Top Eleven. O usuário pode ver todas as partidas ao vivo e tomar decisões mudando a tática, a formação ou os jogadores em tempo real.

## Treinamento
No Top Elevem há o treinamento aos jogadores para melhorar suas habilidades, estas habilidades afetam diretamente a suas atuações nas partidas. Os jogadores podem melhorar suas habilidades jogando partidas ou treinando.

## Calendário
O usuário pode ver os resultados de todas as partidas jogadas pela equipe na temporada atual e o horário dos próximos jogos, ver o relatório dos jogos, mudar o horário dos jogos, organizar jogos amistosos, saber quais os jogos dos amigos e os jogos que estão em andamento.